# Glochidion stipulare
Glochidion stipulare är en emblikaväxtart som beskrevs av Airy Shaw. Glochidion stipulare ingår i släktet Glochidion och familjen emblikaväxter.
Artens utbredningsområde är Vanuatu. Inga underarter finns listade i Catalogue of Life.